# Polino
Polino település Olaszországban, Terni megyében. Lakosainak száma 206 fő (2023. január 1.). Polino Arrone, Ferentillo, Leonessa, Morro Reatino és Rivodutri községekkel határos.

## Népesség
A település népessége az elmúlt években az alábbi módon változott:
| Lakosok száma | 242  | 235  | 206  |
|               | 2017 | 2018 | 2023 |